# Daniel Borel

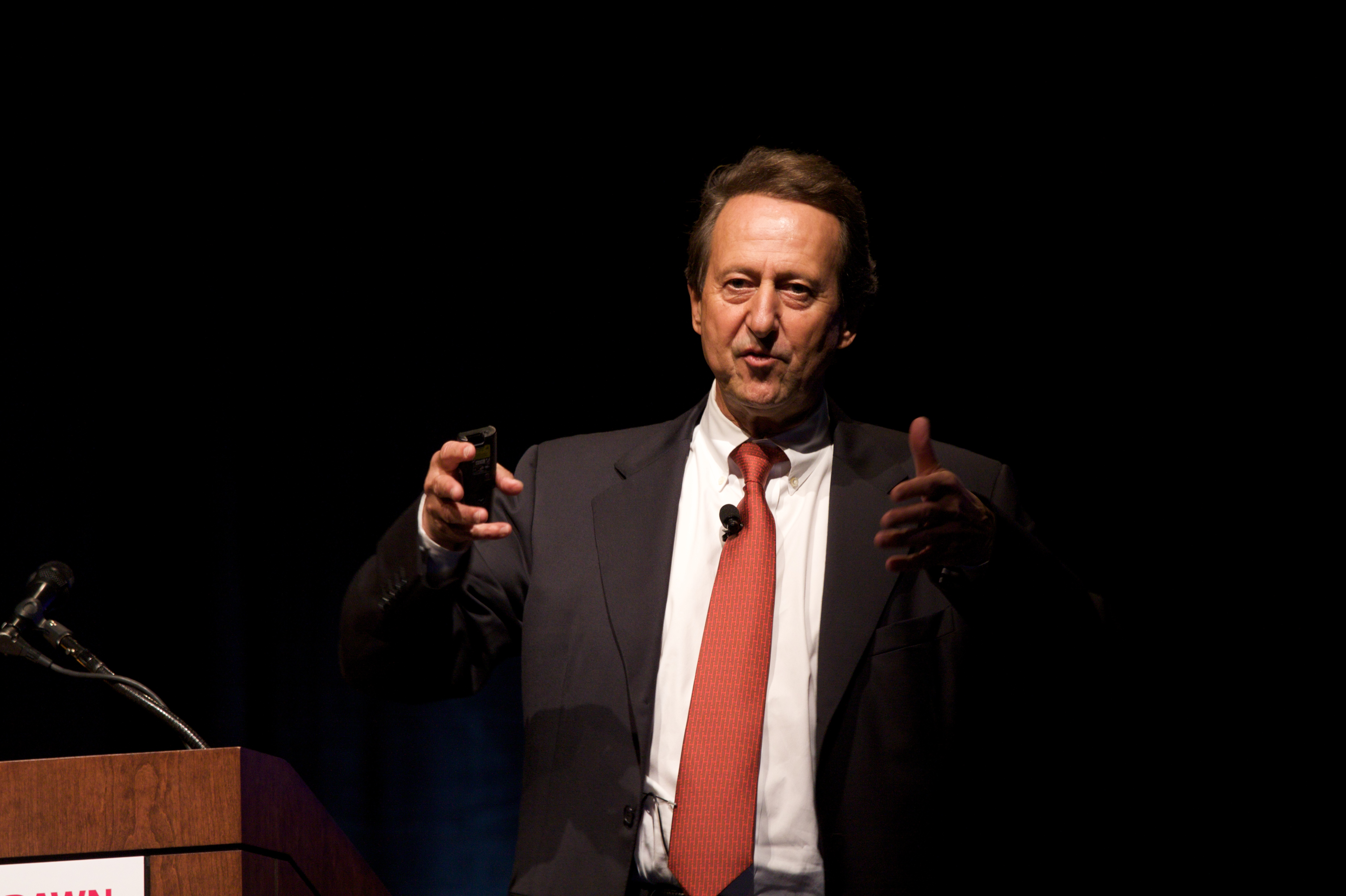
Daniel Borel 2008

Daniel Borel (* 14. Februar 1950 in Neuchâtel) war im Jahre 1981 Mitbegründer von Logitech und gehört dem Management an. Von 1982 bis 1988 stand Daniel Borel der Geschäftsleitung von Logitech S.A. in Romanel-sur-Morges, Schweiz, vor. Seit 1998 ist er Verwaltungsratspräsident von Logitech International. Er verlagerte die Produktionskapazitäten nach Asien. In Asien arbeiteten im Jahre 2006 etwa 6000, in der Schweiz etwa 260 Mitarbeiter. 1992 zog er nach Amerika und wurde dort Verwaltungsratspräsident und CEO der Logitech-Gruppe.
Daniel Borel absolvierte die École polytechnique fédérale de Lausanne (EPFL – Eidgenössische Technische Hochschule Lausanne) und erwarb an der Stanford University ein Master in Computer Science. Die EPFL verlieh ihm 1992 den Ehrendoktortitel.
Daniel Borel trat Ende Dezember 2007 als Verwaltungsratspräsident von Logitech zurück. Sein Nachfolger ist Guerrino De Luca.
Am 12. Januar 2008 gewann Borel den SwissAward in der Kategorie Wirtschaft.
An der Generalversammlung vom 9. September 2015 wurde Daniel Borel, der aus dem Verwaltungsrat ausgetreten ist, zum Chairman Emeritus ernannt.